# 红芯浏览器
红芯浏览器（英語：Redcore Browser），是红芯时代（北京）科技有限公司研发的网页浏览器。以宣稱瀏覽器使用「自主研發」的瀏覽器內核「红芯Redcore」首次發佈於2018年8月3日，支援Windows，Android，iOS和Linux系統。但在此次事件过后不久，该公司被發現涉嫌造假，其瀏覽器實際使用Google主導開發的Blink内核作為瀏覽器引擎，最後红芯公司公开发布致歉信。

## 公司
红芯时代（北京）科技有限公司创始人兼CEO陈本峰是中国千人计划特聘专家，自赋头衔為「国际云安全联盟CSA专家委员、企业级HTML5产业联盟主席、HTML5国际标准制定者之一」。
据悉，他在中國及香港均曾獲獎，曾任微软美国总部Internet Explorer浏览器研发团队的成员，声称「成功发布了IE8、IE9、IE10」，并编写了「从IE8一直沿用至今」的IE 404页面。

## 历史
2018年8月15日，红芯公司宣布完成2.5亿C轮系列融资。投资方包括大型上市公司、政府客户，晨兴资本、达晨创投和IDG资本等，後來公司回应，称此项目没有拿国家基金。

## 爭議

### 涉嫌造假
红芯公司宣称浏览器内核为「红芯Redcore」，是「世界第五颗也是唯一一颗属于中国人自己的浏览器内核」。
同時，红芯浏览器自称是「在中国，红芯是第一个获得国产飞腾芯片和银河麒麟国产操作系统兼容性认证的浏览器」。
但是2018年8月16日，随着媒體的曝光，融资2.5亿的“自主国产”红芯浏览器，只是更改了外觀的Chrome瀏覽器。
经过网民曝光，「红芯Redcore」内核是基于 Chromium 49 内核进行二次编辑，实为Blink内核，整个浏览器也与Chrome浏览器許多方面严重相符，是中国网络群体中俗称的“Chrome套壳浏览器”。
此前下载过该浏览器的用户对软件安装包进行逆向工程后，发现包含不少Chrome的相关文件。不仅如此，该浏览器无法访问页面的地址及提示，也与Chrome相同，连产品彩蛋也存留著，甚至有网友在红芯的安装包中发现了Chrome的logo。

事后陈本峰回应：
「自主创新不等于自主研发；虽然红芯使用了Chrome内核，依然有三大自主创新成分」。
但这与其官方网站解释的软件架构相矛盾。
2018年8月17日，红芯公司公开发布致歉信，称融资宣传存在夸大，并坦承红芯内核是基于Chromium开发的内核。

### 使用者身份
除了在部分中国高校中被推荐使用，紅芯時代也公開表示他們開發的瀏覽器已經被國務院、國資委、中車集團、國家電網、比亞迪、海信、中糧可口可樂等公私營機構採用為工作平台，但中車集團及海信否認此事件。

### 源代碼問題
目前，在红芯浏览器的安装包中，有两个浏览器插件可以看到源代码。
不少互联网工程师通过阅读代码发现，红芯的代码存在过度注释、代码冗余、语言陈旧等问题。甚至还有工程师测试后发现，它在插件的保密性上存在虚假宣传。
一位从事数据相关业务的工程师表示，红芯浏览器插件的源代码中存在大量的注释，显得注释过度，产品上线后大量注释都没有处理。
另外其插件代码中，大量使用常量字符串；这使得之后的开发和可能的重构、优化变得非常困难，以及不利于国际化等进一步开发。

### 數據安全問題
除了代码的被指不够专业，红芯浏览器插件在数据安全方面也值得商榷。
一位程序员试验发现，红芯的密码管家插件中所存储的密码，仅存储于本地，并且没有加密，这会使得操作者可以通过查找本地数据，获取用户在该计算机中浏览器上保存的密码。

### 創辦人學歷造假
红芯公司另一名創辦人高婧被指學歷造假。
在官方網站上，她自稱畢業於「美國哈佛大學」及「香港科技大學」，但被揭發后，她被发现只是曾以交換生身份短暫在该些学校留过學。
之后，官方網站將高婧的學歷改為「畢業於香港科技大學」。